# Aecio de Antioquía
Aecio de Antioquía (en griego: Αέτιος ο Αντιοχεύς), conocido como «el Ateo» por sus opositores trinitarios, fue el fundador de la secta arriana denominada secta anomea o heterousianismo. Nació en Celesiria y murió en Constantinopla en 367.
Aecio creció en situación de pobreza o de esclavitud. Más tarde trabajó como orfebre en Antioquía para ayudar a su madre viuda y estudió filosofía. Después de que su madre muriera, Aecio continuó su trabajo y aumentó sus estudios en literatura cristiana, teología cristiana y medicina. Estudió teología con Paulino, obispo de Antioquía, Atanasio, obispo de Anazarbus, y con el presbítero Antonio de Tarso, todos arrianos. 
En 350 fue ordenado diácono por Leoncio de Antioquía, pero poco después fue obligado por los trinitarios a dejar la ciudad. En el primer Sínodo de Sirmium, obtuvo una victoria dialéctica sobre los obispos Basilio de Cesárea y Eustaquio. En 356 fue a Alejandría, a fin de promover la causa arriana, y fue desterrado por Constancio II. Juliano el Apóstata lo retiró del exilio, concediéndole una propiedad en Lesbos y lo trajo a su corte, en Constantinopla. Consagrado obispo, usó todo su prestigio en favor de los intereses del arrianismo, formando otros obispos en la secta. Con el ascenso de Valente, se retiró a su propiedad en Lesbos, pero luego retornó a Constantinopla, donde murió en 367.

## Secta anomea
La secta anomea de los arrianos, de la que Aecio era el líder, es llamada a veces aecianismo. Su obra De Fide (Sobre la fe) se ha conservado en conexión con una refutación escrita por Epifanio de Salamina. Su idea principal es que la homoousía o «consubstancialidad», es decir, la doctrina de que el Hijo, por lo tanto, el Engendrado, es esencialmente Dios, es autocontradictoria, en tanto la idea de «no ser engendrado» es justamente lo que constituye la naturaleza de Dios.
En uno de sus tratados, san Basilio el Grande escribe contra los anomoeanos liderados por Aecio, a quien describe como un instrumento en manos del «enemigo de la verdad». Se dice que Aecio fue el primero en articular la doctrina de que el Padre y el Hijo Unigénito no comparten la misma sustancia divina.